# Heinrich Sporleder
Heinrich Sporleder (* 7. September 1919 in Mülheim an der Ruhr; † 3. November 1997) war ein deutscher Politiker der SPD.

## Ausbildung und Beruf
Heinrich Sporleder besuchte die Volksschule und die Handelsschule. 1942 legte er die Sonderreifeprüfung ab. Von 1942 bis 1944 besuchte er die Pädagogische Hochschule, anschließend erfolgte die erste Staatsprüfung für das Lehramt an Volksschulen. Von 1944 bis 1973 war er Lehrer an verschiedenen Volksschulen. Von 1961 bis 1973 war er Rektor einer Volksschule. Ab August 1973 ging er in den Ruhestand.

## Politik
Heinrich Sporleder war von 1952 bis 1954 Mitglied der Gesamtdeutschen Volkspartei (GVP). 1955 wurde er Mitglied der SPD. Vorsitzender des SPD-Ortsvereins Speldorf war Sporleder von 1959 bis 1969 und ab 1970 Mitglied des Ortsvereinsvorstandes Mülheim. Von 1961 bis 1964 und von 1969 bis 1975 war er Stadtverordneter in Mülheim. Als Vorsitzender des Schulausschusses der Stadt Mülheim wirkte er von 1969 bis 1975. Weitere Mitgliedschaften Heinrich Sporleders: Mitglied der Gewerkschaft Erziehung und Wissenschaft seit 1948. Ab 1970 Mitglied im Kuratorium des Evangelischen Krankenhauses Mülheim. Mitglied des Kuratoriums der Gesamthochschule Essen und der Gesamthochschule Duisburg ab 1972. 
Heinrich Sporleder war vom 28. Mai 1975 bis zum 28. Mai 1980 direkt gewähltes Mitglied des  8. Landtages von Nordrhein-Westfalen für den Wahlkreis 070 Mülheim I.